# Associazione Sportiva Dilettantistica GEAS Basket 2010-2011
Questa voce raccoglie le informazioni riguardanti il Geas Basket Sesto San Giovanni nelle competizioni ufficiali della stagione 2010-2011.

## Stagione
La A.S.D. GEAS Basket nel 2010-11 ha preso parte al campionato femminile italiano di pallacanestro di serie A1.

## Verdetti stagionali
Competizioni nazionali
- Serie A1:

stagione regolare: 3º posto su 12 squadre (14 partite vinte, 8 perse);
play-off: perde in semifinale da Taranto (1-3).
- Coppa Italia

eliminata nel girone 2, della prima fase, al 2º posto.

## Rosa
|    | Naz.                   | Ruolo | Sportivo             | Anno | Alt. |  |  |
| -- | ---------------------- | ----- | -------------------- | ---- | ---- |  |  |
| 4  | Stati Uniti (bandiera) | P     | Kristin Haynie       | 1983 | 175  |  |  |
| 5  | Italia (bandiera)      | P     | Giulia Arturi        | 1987 | 175  |  |  |
| 8  | Ungheria (bandiera)    | C     | Petra Újhelyi        | 1980 | 193  |  |  |
| 9  | Italia (bandiera)      | A     | Ilaria Zanoni        | 1986 | 180  |  |  |
| 10 | Svizzera (bandiera)    | G     | Karen Twehues        | 1983 | 181  |  |  |
| 11 | Australia (bandiera)   | A     | Laura Summerton      | 1983 | 191  |  |  |
| 12 | Italia (bandiera)      | P     | Elisabetta Mazzoleni | 1994 | 170  |  |  |
| 12 | Italia (bandiera)      | A     | Veronica Schieppati  | 1990 | 182  |  |  |
| 13 | Italia (bandiera)      | A     | Manuela Zanon        | 1980 | 187  |  |  |
| 14 | Italia (bandiera)      | G     | Martina Crippa       | 1989 | 178  |  |  |
| 15 | Italia (bandiera)      | G     | Giulia Giorgi        | 1993 | 175  |  |  |
| 17 | Italia (bandiera)      | GA    | Francesca Galli      | 1994 | 176  |  |  |
| 19 | Italia (bandiera)      | A     | Abiola Wabara        | 1981 | 183  |  |  |